# 朝日森林文化賞
朝日森林文化賞（あさひしんりんぶんかしょう）は、朝日新聞社が1982年（昭和57年）に「緑と地球を守るキャンペーン（グリーン・キャンペーン）」の一環として創設した自然環境保全に関する賞。
1978年（昭和53年）に創刊100周年を記念して、財団法人森林文化協会を設立した朝日新聞社は、それらの活動を通じ、環境問題への取り組み・自然環境破壊への警告をおこなってきた。1982年元旦のキャンペーン社告には「朝日森林文化賞の創設」とともに「21世紀に残したい日本の自然100選の公募」「緑の地球防衛基金への拠出」がうたわれている。
以来この賞により、毎年全国各地より「森林環境の保全」に寄与した団体や個人が選ばれ顕彰されてきたが、創刊120周年に当たる1999年（平成11年）に新設される「明日への環境賞」への移行にともない、廃止。その精神は新しい賞の一部門である「森林文化特別賞：顕著な実績をあげている森林保全・緑化などの活動」に引き継がれた。
なお「明日への環境賞」の対象には、同様に「朝日農業賞」から受け継がれた「農業特別賞：環境に配慮しつつ実績をあげている優れた農業生産活動」、そして新たに設けられた「環境保全に貢献する実践活動：NGOや自治体、企業などの活動。著作や映像など」がある。